# Стрежевой (аэропорт)
Аэропо́рт Стрежевой — гражданский аэропорт города Стрежевого на северо-западе Томской области в Западной Сибири. 

## История
Аэропорт открыт в 1975 году, а в 1987 году построено нынешнее каменное здание, в котором есть ресторан, медпункт, а также отделение для хранения пассажирского багажа. Перед зданием есть стоянка. Режим работы с 9:00 до 20:00.

## Маршрутная сеть
В советское время выполнялись рейсы до Урая, Томска, Колпашево, Омска, Тюмени, Уфы, Краснодара, Москвы, Гомеля, Грозного и Минска, вертолётные рейсы до Александровского.

## Принимаемые типыВС
Ан-12, Ан-24, Ан-26, Ан-28, Ан-30, Ан-32, Ан-72, Ан-74, Л-410, Ту-134, Як-40, Як-42, BAe 146, ATR 42, ATR 72, Bombardier CRJ, Bombardier Dash 8, Embraer EMB 120 Brasilia, Embraer ERJ-145, Embraer E-190, Sukhoi Superjet 100 и более лёгкие, вертолёты всех типов. Классификационное число ВПП (PCN) 14/R/A/X/T.

## Показатели деятельности
| год             | 2014 | 2015 | 2016 | 2017 | 2019 | 2020 | 2021 |
| тыс. пассажиров | 53,1 | 52,8 | 41,3 | 38,5 | 36,7 | 25,5 | 17,8 |
| Источники:      |      |      |      |      |      |      |      |